# Fantasy Trip
Fantasy Trip är det svenska skatepunkbandet Stoneds andra EP, utgiven 1995.

## Låtlista
1. "Fantasy Trip"
2. "Ska-Song"
3. "Loony Bin"
4. "Runaway" (Del Shannon)
5. "Buckaroonies"

### Fotnoter
1. ↑  ”Stoned”. Skatepunkers Wikia. http://skatepunkers.wikia.com/wiki/Fantasy_Trip%28EP%29. Läst 4 april 2012.